# Albo d'oro dei Campionati mondiali di sci nordico - Combinata nordica
L'albo d'oro dei Campionati mondiali di sci nordico, relativamente alla combinata nordica, elenca tutti gli atleti e le squadre vincitori di medaglie nelle rassegne iridate, che si svolgono dal 1924 a cadenza variabile. Dal 1924 al 1984 i Campionati mondiali hanno coinciso, in tutto o in parte, con le gare di sci nordico ai Giochi olimpici invernali; mentre tuttavia nel salto con gli sci e nello sci di fondo le medaglie olimpiche avevano anche generalmente valenza iridata, nella combinata nordica tale equivalenza non venne mai applicata e le prime medaglie mondiali furono assegnate a Johannisbad 1925.
Nel corso del tempo il numero delle gare iridate di combinata nordica è progressivamente aumentato e dall'unica prova disputata a Johannisbad 1925 si è giunti alle quattro di Liberec 2009. A Oberstdorf 2021 la specialità ha fatto il suo debutto in campo femminile con una gara individuale.

## Formule di gara
La formula di gara più antica è quella detta "individuale" (o "trampolino normale"), che nel corso dei decenni ha subito numerose variazioni. La gara sprint fu introdotta a Ramsau am Dachstein 1999 e rimase in programma fino a Sapporo 2007; a Liberec 2009 fu sostituita da una gara a partenza in linea di 10 km con salto dal trampolino normale, che figurò nel calendario iridato in quell'unica occasione. La gara individuale Gundersen con salto dal trampolino lungo e 10 km di fondo fu introdotta a partire da Liberec 2009. La "gara a squadre dal trampolino normale" fu introdotta a partire da Oslo 1982. La "gara a squadre dal trampolino lungo" fu introdotta a partire da Oslo 2011.

## Uomini
| Edizione | Località                     | Individuale Trampolino normale | Individuale Trampolino normale | Sprint Partenza in linea | Sprint Partenza in linea | Trampolino lungo | Trampolino lungo    | Gare a squadre dal trampolino normale | Gare a squadre dal trampolino normale | Gare a squadre dal trampolino lungo | Gare a squadre dal trampolino lungo |
| -------- | ---------------------------- | ------------------------------ | ------------------------------ | ------------------------ | ------------------------ | ---------------- | ------------------- | ------------------------------------- | ------------------------------------- | ----------------------------------- | ----------------------------------- |
| 1925     | Johannisbad                  | 1°                             | Otakar Německý                 | non disputata            | non disputata            | non disputata    | non disputata       | non disputata                         | non disputata                         | non disputata                       | non disputata                       |
| 1925     | Johannisbad                  | 2°                             | Josef Adolf                    | non disputata            | non disputata            | non disputata    | non disputata       | non disputata                         | non disputata                         | non disputata                       | non disputata                       |
| 1925     | Johannisbad                  | 3°                             | Xaver Affentranger             | non disputata            | non disputata            | non disputata    | non disputata       | non disputata                         | non disputata                         | non disputata                       | non disputata                       |
| 1926     | Lahti                        | 1°                             | Johan Grøttumsbråten           | non disputata            | non disputata            | non disputata    | non disputata       | non disputata                         | non disputata                         | non disputata                       | non disputata                       |
| 1926     | Lahti                        | 2°                             | Thorleif Haug                  | non disputata            | non disputata            | non disputata    | non disputata       | non disputata                         | non disputata                         | non disputata                       | non disputata                       |
| 1926     | Lahti                        | 3°                             | Einar Landvik                  | non disputata            | non disputata            | non disputata    | non disputata       | non disputata                         | non disputata                         | non disputata                       | non disputata                       |
| 1927     | Cortina d'Ampezzo            | 1°                             | Rudolf Burkert                 | non disputata            | non disputata            | non disputata    | non disputata       | non disputata                         | non disputata                         | non disputata                       | non disputata                       |
| 1927     | Cortina d'Ampezzo            | 2°                             | Otakar Německý                 | non disputata            | non disputata            | non disputata    | non disputata       | non disputata                         | non disputata                         | non disputata                       | non disputata                       |
| 1927     | Cortina d'Ampezzo            | 3°                             | František Wende                | non disputata            | non disputata            | non disputata    | non disputata       | non disputata                         | non disputata                         | non disputata                       | non disputata                       |
| 1929     | Zakopane                     | 1°                             | Hans Vinjarengen               | non disputata            | non disputata            | non disputata    | non disputata       | non disputata                         | non disputata                         | non disputata                       | non disputata                       |
| 1929     | Zakopane                     | 2°                             | Ole Stenen                     | non disputata            | non disputata            | non disputata    | non disputata       | non disputata                         | non disputata                         | non disputata                       | non disputata                       |
| 1929     | Zakopane                     | 3°                             | Esko Järvinen                  | non disputata            | non disputata            | non disputata    | non disputata       | non disputata                         | non disputata                         | non disputata                       | non disputata                       |
| 1930     | Oslo                         | 1°                             | Hans Vinjarengen               | non disputata            | non disputata            | non disputata    | non disputata       | non disputata                         | non disputata                         | non disputata                       | non disputata                       |
| 1930     | Oslo                         | 2°                             | Leif Skagnæs                   | non disputata            | non disputata            | non disputata    | non disputata       | non disputata                         | non disputata                         | non disputata                       | non disputata                       |
| 1930     | Oslo                         | 3°                             | Knut Lunde                     | non disputata            | non disputata            | non disputata    | non disputata       | non disputata                         | non disputata                         | non disputata                       | non disputata                       |
| 1931     | Oberhof                      | 1°                             | Johan Grøttumsbråten           | non disputata            | non disputata            | non disputata    | non disputata       | non disputata                         | non disputata                         | non disputata                       | non disputata                       |
| 1931     | Oberhof                      | 2°                             | Sverre Kolterud                | non disputata            | non disputata            | non disputata    | non disputata       | non disputata                         | non disputata                         | non disputata                       | non disputata                       |
| 1931     | Oberhof                      | 3°                             | Arne Rustadstuen               | non disputata            | non disputata            | non disputata    | non disputata       | non disputata                         | non disputata                         | non disputata                       | non disputata                       |
| 1933     | Innsbruck                    | 1°                             | Sven Selånger                  | non disputata            | non disputata            | non disputata    | non disputata       | non disputata                         | non disputata                         | non disputata                       | non disputata                       |
| 1933     | Innsbruck                    | 2°                             | Antonín Bartoň                 | non disputata            | non disputata            | non disputata    | non disputata       | non disputata                         | non disputata                         | non disputata                       | non disputata                       |
| 1933     | Innsbruck                    | 3°                             | Harald Bosio                   | non disputata            | non disputata            | non disputata    | non disputata       | non disputata                         | non disputata                         | non disputata                       | non disputata                       |
| 1934     | Sollefteå                    | 1°                             | Oddbjørn Hagen                 | non disputata            | non disputata            | non disputata    | non disputata       | non disputata                         | non disputata                         | non disputata                       | non disputata                       |
| 1934     | Sollefteå                    | 2°                             | Sverre Kolterud                | non disputata            | non disputata            | non disputata    | non disputata       | non disputata                         | non disputata                         | non disputata                       | non disputata                       |
| 1934     | Sollefteå                    | 3°                             | Hans Vinjarengen               | non disputata            | non disputata            | non disputata    | non disputata       | non disputata                         | non disputata                         | non disputata                       | non disputata                       |
| 1935     | Vysoké Tatry                 | 1°                             | Oddbjørn Hagen                 | non disputata            | non disputata            | non disputata    | non disputata       | non disputata                         | non disputata                         | non disputata                       | non disputata                       |
| 1935     | Vysoké Tatry                 | 2°                             | Lauri Valonen                  | non disputata            | non disputata            | non disputata    | non disputata       | non disputata                         | non disputata                         | non disputata                       | non disputata                       |
| 1935     | Vysoké Tatry                 | 3°                             | Willy Bogner                   | non disputata            | non disputata            | non disputata    | non disputata       | non disputata                         | non disputata                         | non disputata                       | non disputata                       |
| 1937     | Chamonix                     | 1°                             | Sigurd Røen                    | non disputata            | non disputata            | non disputata    | non disputata       | non disputata                         | non disputata                         | non disputata                       | non disputata                       |
| 1937     | Chamonix                     | 2°                             | Rolf Kaarby                    | non disputata            | non disputata            | non disputata    | non disputata       | non disputata                         | non disputata                         | non disputata                       | non disputata                       |
| 1937     | Chamonix                     | 3°                             | Aarne Valkama                  | non disputata            | non disputata            | non disputata    | non disputata       | non disputata                         | non disputata                         | non disputata                       | non disputata                       |
| 1938     | Lahti                        | 1°                             | Olaf Hoffsbakken               | non disputata            | non disputata            | non disputata    | non disputata       | non disputata                         | non disputata                         | non disputata                       | non disputata                       |
| 1938     | Lahti                        | 2°                             | John Westbergh                 | non disputata            | non disputata            | non disputata    | non disputata       | non disputata                         | non disputata                         | non disputata                       | non disputata                       |
| 1938     | Lahti                        | 3°                             | Hans Vinjarengen               | non disputata            | non disputata            | non disputata    | non disputata       | non disputata                         | non disputata                         | non disputata                       | non disputata                       |
| 1939     | Zakopane                     | 1°                             | Gustav Berauer                 | non disputata            | non disputata            | non disputata    | non disputata       | non disputata                         | non disputata                         | non disputata                       | non disputata                       |
| 1939     | Zakopane                     | 2°                             | Gustav Adolf Sellin            | non disputata            | non disputata            | non disputata    | non disputata       | non disputata                         | non disputata                         | non disputata                       | non disputata                       |
| 1939     | Zakopane                     | 3°                             | Magnar Fosseide                | non disputata            | non disputata            | non disputata    | non disputata       | non disputata                         | non disputata                         | non disputata                       | non disputata                       |
| 1950     | Lake Placid                  | 1°                             | Heikki Hasu                    | non disputata            | non disputata            | non disputata    | non disputata       | non disputata                         | non disputata                         | non disputata                       | non disputata                       |
| 1950     | Lake Placid                  | 2°                             | Ottmar Gjermundshaug           | non disputata            | non disputata            | non disputata    | non disputata       | non disputata                         | non disputata                         | non disputata                       | non disputata                       |
| 1950     | Lake Placid                  | 3°                             | Simon Slåttvik                 | non disputata            | non disputata            | non disputata    | non disputata       | non disputata                         | non disputata                         | non disputata                       | non disputata                       |
| 1954     | Falun                        | 1°                             | Sverre Stenersen               | non disputata            | non disputata            | non disputata    | non disputata       | non disputata                         | non disputata                         | non disputata                       | non disputata                       |
| 1954     | Falun                        | 2°                             | Gunder Gundersen               | non disputata            | non disputata            | non disputata    | non disputata       | non disputata                         | non disputata                         | non disputata                       | non disputata                       |
| 1954     | Falun                        | 3°                             | Kjetil Mårdalen                | non disputata            | non disputata            | non disputata    | non disputata       | non disputata                         | non disputata                         | non disputata                       | non disputata                       |
| 1958     | Lahti                        | 1°                             | Paavo Korhonen                 | non disputata            | non disputata            | non disputata    | non disputata       | non disputata                         | non disputata                         | non disputata                       | non disputata                       |
| 1958     | Lahti                        | 2°                             | Sverre Steinersen              | non disputata            | non disputata            | non disputata    | non disputata       | non disputata                         | non disputata                         | non disputata                       | non disputata                       |
| 1958     | Lahti                        | 3°                             | Gunder Gundersen               | non disputata            | non disputata            | non disputata    | non disputata       | non disputata                         | non disputata                         | non disputata                       | non disputata                       |
| 1962     | Zakopane                     | 1°                             | Arne Larsen                    | non disputata            | non disputata            | non disputata    | non disputata       | non disputata                         | non disputata                         | non disputata                       | non disputata                       |
| 1962     | Zakopane                     | 2°                             | Dmitrij Kočkin                 | non disputata            | non disputata            | non disputata    | non disputata       | non disputata                         | non disputata                         | non disputata                       | non disputata                       |
| 1962     | Zakopane                     | 3°                             | Ole Fagerås                    | non disputata            | non disputata            | non disputata    | non disputata       | non disputata                         | non disputata                         | non disputata                       | non disputata                       |
| 1966     | Oslo                         | 1°                             | Georg Thoma                    | non disputata            | non disputata            | non disputata    | non disputata       | non disputata                         | non disputata                         | non disputata                       | non disputata                       |
| 1966     | Oslo                         | 2°                             | Franz Keller                   | non disputata            | non disputata            | non disputata    | non disputata       | non disputata                         | non disputata                         | non disputata                       | non disputata                       |
| 1966     | Oslo                         | 3°                             | Alois Kälin                    | non disputata            | non disputata            | non disputata    | non disputata       | non disputata                         | non disputata                         | non disputata                       | non disputata                       |
| 1970     | Vysoké Tatry                 | 1°                             | Ladislav Rygl                  | non disputata            | non disputata            | non disputata    | non disputata       | non disputata                         | non disputata                         | non disputata                       | non disputata                       |
| 1970     | Vysoké Tatry                 | 2°                             | Nikolaj Nogovičyn              | non disputata            | non disputata            | non disputata    | non disputata       | non disputata                         | non disputata                         | non disputata                       | non disputata                       |
| 1970     | Vysoké Tatry                 | 3°                             | Vjačeslav Drjagin              | non disputata            | non disputata            | non disputata    | non disputata       | non disputata                         | non disputata                         | non disputata                       | non disputata                       |
| 1974     | Falun                        | 1°                             | Ulrich Wehling                 | non disputata            | non disputata            | non disputata    | non disputata       | non disputata                         | non disputata                         | non disputata                       | non disputata                       |
| 1974     | Falun                        | 2°                             | Günther Deckert                | non disputata            | non disputata            | non disputata    | non disputata       | non disputata                         | non disputata                         | non disputata                       | non disputata                       |
| 1974     | Falun                        | 3°                             | Stefan Hula                    | non disputata            | non disputata            | non disputata    | non disputata       | non disputata                         | non disputata                         | non disputata                       | non disputata                       |
| 1978     | Lahti                        | 1°                             | Konrad Winkler                 | non disputata            | non disputata            | non disputata    | non disputata       | non disputata                         | non disputata                         | non disputata                       | non disputata                       |
| 1978     | Lahti                        | 2°                             | Rauno Miettinen                | non disputata            | non disputata            | non disputata    | non disputata       | non disputata                         | non disputata                         | non disputata                       | non disputata                       |
| 1978     | Lahti                        | 3°                             | Ulrich Wehling                 | non disputata            | non disputata            | non disputata    | non disputata       | non disputata                         | non disputata                         | non disputata                       | non disputata                       |
| 1982     | Oslo                         | 1°                             | Tom Sandberg                   | non disputata            | non disputata            | non disputata    | non disputata       | 1°                                    | Germania Est                          | non disputata                       | non disputata                       |
| 1982     | Oslo                         | 2°                             | Konrad Winkler                 | non disputata            | non disputata            | non disputata    | non disputata       | 2°                                    | Finlandia Norvegia                    | non disputata                       | non disputata                       |
| 1982     | Oslo                         | 3°                             | Uwe Dotzauer                   | non disputata            | non disputata            | non disputata    | non disputata       | 2°                                    | Finlandia Norvegia                    | non disputata                       | non disputata                       |
| 1984     | Sarajevo Rovaniemi Engelberg | non disputata                  | non disputata                  | non disputata            | non disputata            | non disputata    | non disputata       | 1°                                    | Norvegia                              | non disputata                       | non disputata                       |
| 1984     | Sarajevo Rovaniemi Engelberg | non disputata                  | non disputata                  | non disputata            | non disputata            | non disputata    | non disputata       | 2°                                    | Finlandia                             | non disputata                       | non disputata                       |
| 1984     | Sarajevo Rovaniemi Engelberg | non disputata                  | non disputata                  | non disputata            | non disputata            | non disputata    | non disputata       | 3°                                    | Unione Sovietica                      | non disputata                       | non disputata                       |
| 1985     | Seefeld in Tirol             | 1°                             | Hermann Weinbuch               | non disputata            | non disputata            | non disputata    | non disputata       | 1°                                    | Germania Ovest                        | non disputata                       | non disputata                       |
| 1985     | Seefeld in Tirol             | 2°                             | Geir Andersen                  | non disputata            | non disputata            | non disputata    | non disputata       | 2°                                    | Norvegia                              | non disputata                       | non disputata                       |
| 1985     | Seefeld in Tirol             | 3°                             | Jouko Karjalainen              | non disputata            | non disputata            | non disputata    | non disputata       | 3°                                    | Finlandia                             | non disputata                       | non disputata                       |
| 1987     | Oberstdorf                   | 1°                             | Torbjørn Løkken                | non disputata            | non disputata            | non disputata    | non disputata       | 1°                                    | Germania Ovest                        | non disputata                       | non disputata                       |
| 1987     | Oberstdorf                   | 2°                             | Trond-Arne Bredesen            | non disputata            | non disputata            | non disputata    | non disputata       | 2°                                    | Norvegia                              | non disputata                       | non disputata                       |
| 1987     | Oberstdorf                   | 3°                             | Hermann Weinbuch               | non disputata            | non disputata            | non disputata    | non disputata       | 3°                                    | Unione Sovietica                      | non disputata                       | non disputata                       |
| 1989     | Lahti                        | 1°                             | Trond Einar Elden              | non disputata            | non disputata            | non disputata    | non disputata       | 1°                                    | Norvegia                              | non disputata                       | non disputata                       |
| 1989     | Lahti                        | 2°                             | Andrej Dundukov                | non disputata            | non disputata            | non disputata    | non disputata       | 2°                                    | Svizzera                              | non disputata                       | non disputata                       |
| 1989     | Lahti                        | 3°                             | Trond-Arne Bredesen            | non disputata            | non disputata            | non disputata    | non disputata       | 3°                                    | Germania Est                          | non disputata                       | non disputata                       |
| 1991     | Val di Fiemme                | 1°                             | Fred Børre Lundberg            | non disputata            | non disputata            | non disputata    | non disputata       | 1°                                    | Austria                               | non disputata                       | non disputata                       |
| 1991     | Val di Fiemme                | 2°                             | Klaus Sulzenbacher             | non disputata            | non disputata            | non disputata    | non disputata       | 2°                                    | Francia                               | non disputata                       | non disputata                       |
| 1991     | Val di Fiemme                | 3°                             | Klaus Ofner                    | non disputata            | non disputata            | non disputata    | non disputata       | 3°                                    | Giappone                              | non disputata                       | non disputata                       |
| 1993     | Falun                        | 1°                             | Kenji Ogiwara                  | non disputata            | non disputata            | non disputata    | non disputata       | 1°                                    | Giappone                              | non disputata                       | non disputata                       |
| 1993     | Falun                        | 2°                             | Knut Tore Apeland              | non disputata            | non disputata            | non disputata    | non disputata       | 2°                                    | Norvegia                              | non disputata                       | non disputata                       |
| 1993     | Falun                        | 3°                             | Trond Einar Elden              | non disputata            | non disputata            | non disputata    | non disputata       | 3°                                    | Germania                              | non disputata                       | non disputata                       |
| 1995     | Thunder Bay                  | 1°                             | Fred Børre Lundberg            | non disputata            | non disputata            | non disputata    | non disputata       | 1°                                    | Giappone                              | non disputata                       | non disputata                       |
| 1995     | Thunder Bay                  | 2°                             | Jari Mantila                   | non disputata            | non disputata            | non disputata    | non disputata       | 2°                                    | Norvegia                              | non disputata                       | non disputata                       |
| 1995     | Thunder Bay                  | 3°                             | Sylvain Guillaume              | non disputata            | non disputata            | non disputata    | non disputata       | 3°                                    | Svizzera                              | non disputata                       | non disputata                       |
| 1997     | Trondheim                    | 1°                             | Kenji Ogiwara                  | non disputata            | non disputata            | non disputata    | non disputata       | 1°                                    | Norvegia                              | non disputata                       | non disputata                       |
| 1997     | Trondheim                    | 2°                             | Bjarte Engen Vik               | non disputata            | non disputata            | non disputata    | non disputata       | 2°                                    | Finlandia                             | non disputata                       | non disputata                       |
| 1997     | Trondheim                    | 3°                             | Fabrice Guy                    | non disputata            | non disputata            | non disputata    | non disputata       | 3°                                    | Austria                               | non disputata                       | non disputata                       |
| 1999     | Ramsau am Dachstein          | 1°                             | Bjarte Engen Vik               | 1°                       | Bjarte Engen Vik         | non disputata    | non disputata       | 1°                                    | Finlandia                             | non disputata                       | non disputata                       |
| 1999     | Ramsau am Dachstein          | 2°                             | Samppa Lajunen                 | 2°                       | Mario Stecher            | non disputata    | non disputata       | 2°                                    | Norvegia                              | non disputata                       | non disputata                       |
| 1999     | Ramsau am Dachstein          | 3°                             | Dmitrij Sinicyn                | 3°                       | Kenji Ogiwara            | non disputata    | non disputata       | 3°                                    | Russia                                | non disputata                       | non disputata                       |
| 2001     | Lahti                        | 1°                             | Bjarte Engen Vik               | 1°                       | Marko Baacke             | non disputata    | non disputata       | 1°                                    | Norvegia                              | non disputata                       | non disputata                       |
| 2001     | Lahti                        | 2°                             | Samppa Lajunen                 | 2°                       | Samppa Lajunen           | non disputata    | non disputata       | 2°                                    | Austria                               | non disputata                       | non disputata                       |
| 2001     | Lahti                        | 3°                             | Felix Gottwald                 | 3°                       | Ronny Ackermann          | non disputata    | non disputata       | 3°                                    | Finlandia                             | non disputata                       | non disputata                       |
| 2003     | Val di Fiemme                | 1°                             | Ronny Ackermann                | 1°                       | Johnny Spillane          | non disputata    | non disputata       | 1°                                    | Austria                               | non disputata                       | non disputata                       |
| 2003     | Val di Fiemme                | 2°                             | Felix Gottwald                 | 2°                       | Ronny Ackermann          | non disputata    | non disputata       | 2°                                    | Germania                              | non disputata                       | non disputata                       |
| 2003     | Val di Fiemme                | 3°                             | Samppa Lajunen                 | 3°                       | Felix Gottwald           | non disputata    | non disputata       | 3°                                    | Finlandia                             | non disputata                       | non disputata                       |
| 2005     | Oberstdorf                   | 1°                             | Ronny Ackermann                | 1°                       | Ronny Ackermann          | non disputata    | non disputata       | 1°                                    | Norvegia                              | non disputata                       | non disputata                       |
| 2005     | Oberstdorf                   | 2°                             | Björn Kircheisen               | 2°                       | Magnus Moan              | non disputata    | non disputata       | 2°                                    | Germania                              | non disputata                       | non disputata                       |
| 2005     | Oberstdorf                   | 3°                             | Felix Gottwald                 | 3°                       | Kristian Hammer          | non disputata    | non disputata       | 3°                                    | Austria                               | non disputata                       | non disputata                       |
| 2007     | Sapporo                      | 1°                             | Ronny Ackermann                | 1°                       | Hannu Manninen           | non disputata    | non disputata       | 1°                                    | Finlandia                             | non disputata                       | non disputata                       |
| 2007     | Sapporo                      | 2°                             | Bill Demong                    | 2°                       | Magnus Moan              | non disputata    | non disputata       | 2°                                    | Germania                              | non disputata                       | non disputata                       |
| 2007     | Sapporo                      | 3°                             | Anssi Koivuranta               | 3°                       | Björn Kircheisen         | non disputata    | non disputata       | 3°                                    | Norvegia                              | non disputata                       | non disputata                       |
| 2009     | Liberec                      | 1°                             | Todd Lodwick                   | 1°                       | Todd Lodwick             | 1°               | Bill Demong         | 1°                                    | Giappone                              | non disputata                       | non disputata                       |
| 2009     | Liberec                      | 2°                             | Jan Schmid                     | 2°                       | Tino Edelmann            | 2°               | Björn Kircheisen    | 2°                                    | Germania                              | non disputata                       | non disputata                       |
| 2009     | Liberec                      | 3°                             | Bill Demong                    | 3°                       | Jason Lamy-Chappuis      | 3°               | Jason Lamy-Chappuis | 3°                                    | Norvegia                              | non disputata                       | non disputata                       |
| 2011     | Oslo                         | 1°                             | Eric Frenzel                   | non disputata            | non disputata            | 1°               | Jason Lamy-Chappuis | 1°                                    | Austria                               | 1°                                  | Austria                             |
| 2011     | Oslo                         | 2°                             | Tino Edelmann                  | non disputata            | non disputata            | 2°               | Johannes Rydzek     | 2°                                    | Germania                              | 2°                                  | Germania                            |
| 2011     | Oslo                         | 3°                             | Felix Gottwald                 | non disputata            | non disputata            | 3°               | Eric Frenzel        | 3°                                    | Norvegia                              | 3°                                  | Norvegia                            |
| 2013     | Val di Fiemme                | 1°                             | Jason Lamy-Chappuis            | non disputata            | non disputata            | 1°               | Eric Frenzel        | 1°                                    | Francia                               | 1°                                  | Francia                             |
| 2013     | Val di Fiemme                | 2°                             | Mario Stecher                  | non disputata            | non disputata            | 2°               | Bernhard Gruber     | 2°                                    | Norvegia                              | 2°                                  | Austria                             |
| 2013     | Val di Fiemme                | 3°                             | Björn Kircheisen               | non disputata            | non disputata            | 3°               | Jason Lamy-Chappuis | 3°                                    | Stati Uniti                           | 3°                                  | Germania                            |
| 2015     | Falun                        | 1°                             | Johannes Rydzek                | non disputata            | non disputata            | 1°               | Bernhard Gruber     | 1°                                    | Germania                              | 1°                                  | Francia                             |
| 2015     | Falun                        | 2°                             | Alessandro Pittin              | non disputata            | non disputata            | 2°               | François Braud      | 2°                                    | Norvegia                              | 2°                                  | Germania                            |
| 2015     | Falun                        | 3°                             | Jason Lamy-Chappuis            | non disputata            | non disputata            | 3°               | Johannes Rydzek     | 3°                                    | Francia                               | 3°                                  | Norvegia                            |
| 2017     | Lahti                        | 1°                             | Johannes Rydzek                | non disputata            | non disputata            | 1°               | Johannes Rydzek     | 1°                                    | Germania                              | 1°                                  | Germania                            |
| 2017     | Lahti                        | 2°                             | Eric Frenzel                   | non disputata            | non disputata            | 2°               | Akito Watabe        | 2°                                    | Norvegia                              | 2°                                  | Norvegia                            |
| 2017     | Lahti                        | 3°                             | Björn Kircheisen               | non disputata            | non disputata            | 3°               | François Braud      | 3°                                    | Austria                               | 3°                                  | Giappone                            |
| 2019     | Seefeld in Tirol             | 1°                             | Jarl Magnus Riiber             | non disputata            | non disputata            | 1°               | Eric Frenzel        | 1°                                    | Norvegia                              | 1°                                  | Germania                            |
| 2019     | Seefeld in Tirol             | 2°                             | Bernhard Gruber                | non disputata            | non disputata            | 2°               | Jan Schmid          | 2°                                    | Germania                              | 2°                                  | Norvegia                            |
| 2019     | Seefeld in Tirol             | 3°                             | Akito Watabe                   | non disputata            | non disputata            | 3°               | Franz-Josef Rehrl   | 3°                                    | Austria                               | 3°                                  | Austria                             |
| 2021     | Oberstdorf                   | 1°                             | Jarl Magnus Riiber             | non disputata            | non disputata            | 1°               | Johannes Lamparter  | 1°                                    | Norvegia                              | 1°                                  | Austria                             |
| 2021     | Oberstdorf                   | 2°                             | Ilkka Herola                   | non disputata            | non disputata            | 2°               | Jarl Magnus Riiber  | 2°                                    | Germania                              | 2°                                  | Norvegia                            |
| 2021     | Oberstdorf                   | 3°                             | Jens Lurås Oftebro             | non disputata            | non disputata            | 3°               | Akito Watabe        | 3°                                    | Austria                               | 3°                                  | Germania                            |
| 2023     | Planica                      | 1º                             | Jarl Magnus Riiber             | non disputata            | non disputata            | 1º               | Jarl Magnus Riiber  | non disputata                         | non disputata                         | 1º                                  | Norvegia                            |
| 2023     | Planica                      | 2º                             | Julian Schmid                  | non disputata            | non disputata            | 2º               | Jens Lurås Oftebro  | non disputata                         | non disputata                         | 2º                                  | Germania                            |
| 2023     | Planica                      | 3º                             | Franz-Josef Rehrl              | non disputata            | non disputata            | 3º               | Johannes Lamparter  | non disputata                         | non disputata                         | 3º                                  | Austria                             |

## Donne
| Edizione | Località   | Individuale Trampolino normale | Individuale Trampolino normale |
| -------- | ---------- | ------------------------------ | ------------------------------ |
| 2021     | Oberstdorf | 1°                             | Gyda Westvold Hansen           |
| 2021     | Oberstdorf | 2°                             | Mari Leinan Lund               |
| 2021     | Oberstdorf | 3°                             | Marte Leinan Lund              |
| 2023     | Planica    | 1°                             | Gyda Westvold Hansen           |
| 2023     | Planica    | 2°                             | Nathalie Armbruster            |
| 2023     | Planica    | 3°                             | Haruka Kasai                   |

## Misto
| Edizione | Località | Gara a squadre dal trampolino normale | Gara a squadre dal trampolino normale |
| -------- | -------- | ------------------------------------- | ------------------------------------- |
| 2023     | Planica  | 1º                                    | Norvegia                              |
| 2023     | Planica  | 2º                                    | Germania                              |
| 2023     | Planica  | 3º                                    | Austria                               |

## Medagliere per nazioni

### Generale
| Pos. | Nazione          | Oro | Argento | Bronzo | Totale |
| ---- | ---------------- | --- | ------- | ------ | ------ |
| 1    | Norvegia         | 33  | 32      | 20     | 85     |
| 2    | Germania         | 16  | 20      | 10     | 46     |
| 3    | Austria          | 7   | 8       | 17     | 32     |
| 4    | Finlandia        | 5   | 10      | 8      | 23     |
| 5    | Francia          | 5   | 2       | 8      | 15     |
| 6    | Giappone         | 5   | 1       | 6      | 12     |
| 7    | Stati Uniti      | 4   | 1       | 2      | 7      |
| 8    | Germania Ovest   | 4   | 1       | 1      | 6      |
| 9    | Cecoslovacchia   | 3   | 3       | 1      | 7      |
| 10   | Germania Est     | 3   | 2       | 3      | 8      |
| 11   | Svezia           | 1   | 2       | 0      | 3      |
| 12   | Unione Sovietica | 0   | 3       | 3      | 6      |
| 13   | Svizzera         | 0   | 1       | 3      | 4      |
| 14   | Italia           | 0   | 1       | 0      | 1      |
| 15   | Russia           | 0   | 0       | 2      | 2      |
| 16   | Polonia          | 0   | 0       | 1      | 1      |

### Uomini
| Pos. | Nazione          | Oro | Argento | Bronzo | Totale |
| ---- | ---------------- | --- | ------- | ------ | ------ |
| 1    | Norvegia         | 30  | 31      | 19     | 80     |
| 2    | Germania         | 16  | 18      | 10     | 44     |
| 3    | Austria          | 7   | 8       | 16     | 31     |
| 4    | Finlandia        | 5   | 10      | 8      | 23     |
| 5    | Francia          | 5   | 2       | 8      | 15     |
| 6    | Giappone         | 5   | 1       | 5      | 11     |
| 7    | Stati Uniti      | 4   | 1       | 2      | 7      |
| 8    | Germania Ovest   | 4   | 1       | 1      | 6      |
| 9    | Cecoslovacchia   | 3   | 3       | 1      | 7      |
| 10   | Germania Est     | 3   | 2       | 3      | 8      |
| 11   | Svezia           | 1   | 2       | 0      | 3      |
| 12   | Unione Sovietica | 0   | 3       | 3      | 6      |
| 13   | Svizzera         | 0   | 1       | 3      | 4      |
| 14   | Italia           | 0   | 1       | 0      | 1      |
| 15   | Russia           | 0   | 0       | 2      | 2      |
| 16   | Polonia          | 0   | 0       | 1      | 1      |

### Donne
| Pos. | Nazione  | Oro | Argento | Bronzo | Totale |
| ---- | -------- | --- | ------- | ------ | ------ |
| 1    | Norvegia | 2   | 1       | 1      | 4      |
| 2    | Germania | 0   | 1       | 0      | 1      |
| 3    | Giappone | 0   | 0       | 1      | 1      |

### Misto
| Pos. | Nazione  | Oro | Argento | Bronzo | Totale |
| ---- | -------- | --- | ------- | ------ | ------ |
| 1    | Norvegia | 1   | 0       | 0      | 1      |
| 2    | Germania | 0   | 1       | 0      | 1      |
| 3    | Austria  | 0   | 0       | 1      | 1      |